# 拟条扁蜡蝉属
拟条扁蜡蝉属（学名：Catullioides）是半翅目扁蜡蝉科（军配飞虱科）的一属。

## 物种
截止2023年2月，蜡蝉亚目网络列表（Fulgoromorpha Lists on The Web，FLOW）收录了本属2种：
- 赤带拟条扁蜡蝉 Catullioides rubrolineata Bierman，1910
- 泰顺拟条扁蜡蝉 Catullioides taishunensis Zhu, Wang & Song, 2021